# Guerra popolare
La guerra popolare (人民战争S, rénmín zhànzhēngP), chiamata anche guerra popolare di lunga durata, è una strategia di combattimento ideata da Mao Zedong, che consiste nel mantenere il supporto della popolazione e combinare gli sforzi della classe operaia con quelli di un forte Esercito Rosso sotto la direzione di un partito comunista per giungere alla vittoria sulla borghesia. Si tratta inoltre di costringere il nemico all'interno, dove verrà assediato e schiacciato dalla popolazione armata. Il termine di guerra popolare è stato usato dai maoisti di alcuni paesi per definire la rivoluzione che stavano attuando. Tale strategia venne utilizzata dal Fronte Nazionale per la Liberazione del Vietnam del Sud. Taluni sostengono che Fidel Castro ed Ernesto Guevara utilizzarono questo tipo di strategia guerrigliera nella rivoluzione cubana, mentre in realtà elaborarono un esercito di guerriglia che solo dopo diverso tempo entrò a contatto con la classe operaia ed era soprattutto volto a fini anti-imperialisti.
Dopo la tentata invasione del Vietnam nel 1979, Deng Xiaoping modificò la teoria della guerra popolare con quella della "guerra popolare nelle condizioni moderne" (ritenuta non marxista dai maoisti).
Nell'elaborazione di Mao, la guerra popolare deve combinare gli sforzi del partito comunista, di un esercito rivoluzionario e delle masse popolari. Essa deve instaurare "aree rivoluzionarie", che in Cina durante la rivoluzione erano note come basi rosse, dalle quali parte l'azione. Con la formazione di più aree rivoluzionarie, si può procedere alla formazione di un governo rivoluzionario (vedi la Repubblica Sovietica Cinese) che agisca per conto proprio e promulghi riforme indipendenti dal governo centrale borghese. Quando ne ha la forza, l'Esercito Rosso può quindi procedere a circondare e occupare le città, ottenendo il controllo su tutto il paese.
Mao riteneva comunque inseparabile la lotta del gruppo minore, il Partito, e quello maggiore, l'Esercito Rosso e i partigiani, come si evince da queste parole:
Recentemente, due sono state le più note guerre popolari. Quella in Perù, condotta da Sendero Luminoso, e quella in Nepal, condotta dal Partito Comunista Maoista Nepalese. Entrambe, tuttavia, riscontrano delle differenze con il concetto di Mao della guerra popolare, in quanto Sendero Luminoso ha più volte favoreggiato la lotta del piccolo gruppo, sfociata nel terrorismo, mentre in Nepal venne formato un Esercito Rosso di leva. Benché in Nepal i maoisti controllassero gran parte del paese e il governo monarchico fosse stretto intorno a Kathmandu, recentemente il leader del PCMN, Prachanda, ha preferito mettere fine a dieci anni di guerra popolare per entrare nel Nepal repubblicano.
In India, sembra che i maoisti controllino alcune aree. Nelle Filippine, il Nuovo Esercito Popolare del Partito Comunista delle Filippine conduce una ortodossa guerra popolare, mentre un minore conflitto armato è in Turchia (condotto dal Partito Comunista della Turchia/Marxista-Leninista).
Negli anni ottanta, in Irlanda, Jim Lynagh, capo dell'IRA, sviluppò un proprio concetto della teoria di Mao, che comunque terminò nel 1986.